# Eyrl von und zu Waldgries und Liebenaich

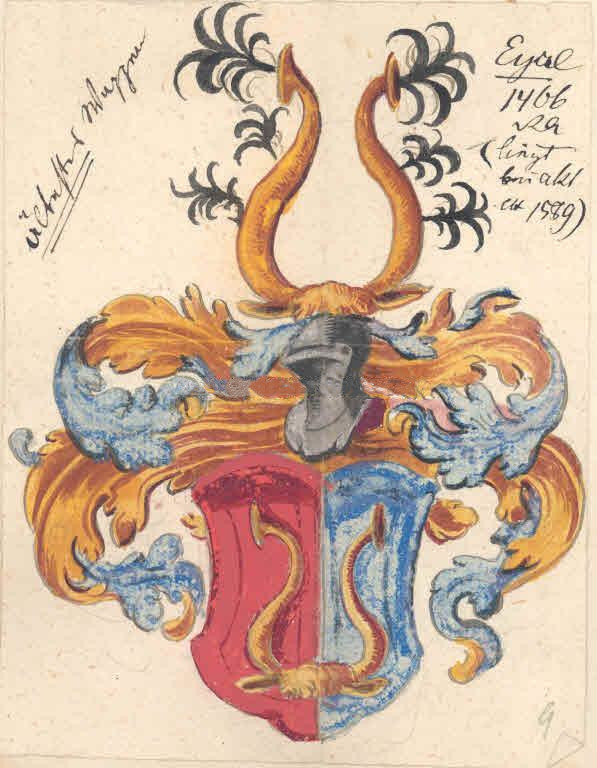
Stammwappen der Eyrl (1466)

Eyrl von und zu Waldgries und Liebeneich ist der Name eines landständischen Briefadelsgeschlecht aus der Gefürsteten Grafschaft Tirol, das in den erblichen Ritter- und Freiherrenstand erhoben wurde. 

## Geschichte
Bereits am 1. Februar 1466 stellte man der Familie einen Wappenbrief aus. Am 2. August 1589 erlangte der herzoglich-bayerische Rat Dr. jur. Alexander und sein Vetter, der Diener und Rat Erzherzog Ferdinands, Adam Eyrl von Kaiser Rudolf II. in Prag den Reichsadelsstand und eine Wappenbesserung, die vom Tiroler Landesfürsten Erzherzog Ferdinand II. am 14. April 1590 in Innsbruck bestätigt wurde. Am 15. Mai 1602 genehmigte Erzherzog Ferdinand in Graz eine Wappenvereinigung mit den erloschenen Schenk von Liebeneich, nach dem Ansitz Liebeneich in Terlan den Adam Eyrl erworben hatte. Am 14. Oktober 1605 erfolgte in Innsbruck die Verleihung des Prädikates "von Waldgries und Liebeneich". Am 31. Mai 1607 erhielt die Familie die Eintragung in die Tiroler Adelsmatrikel. In seiner Eigenschaft als Reichsvikar erhob der bayerisch-pfälzische Kurfürst Karl Theodor die Brüder Georg Bernhard und Joseph Anton Eyrl von und zu Waldgrieß und Liebenaich am 3. August 1790 in München in den Reichsfreiherrenstand, der am 31. März 1794 der Fürstbischof von Trient Peter Vigil bestätigte. Im Dezember 1880 sowie ein weiteres Mal am 6. April 1882 erkannte Kaiser Franz Joseph I. diesen Freiherrenstand als österreichischen an. Nach dem österreichischen Adelsaufhebungsgesetz verlor die Familie ihre Adelsprivilegien. 
Dem kaiserlichen Reichshofkanzlerschreiber Mathias Eyrl, wurde am 29. November 1621 ebenfalls der rittermäßige Adelsstand verliehen, jedoch mit völlig anderen Wappen. Zu dem aus Dillingen an der Donau gebürtigen und 1666 geadelten Bürgermeister von Wiener Neustadt Matthias Eyrl von Eyrsperg und seiner Familie besteht eine Wappen- und möglicherweise auch Stammverwandtschaft. 

## Standeserhebungen
- 1. Februar 1466: Wappenbrief
- 2. August 1589: Reichsadelsstand und Wappenbesserung
- 14. April 1590: tirolerische Adelsbestätigung
- 31. Mai 1607: Eintrag in die Tiroler Adelsmatrikel
- 3. August 1790: Reichsfreiherrenstand
- 21. März 1794: tridentinische Adelsbestätigung
- 1880 und 1882: österreichische Anerkennung

## Wappen
- Blasonierung des Stammwappens von 1466: Von Rot und Blau gespalten, darüber ein goldener Büffelskalp mit Ohren und Hörnern. Auf dem Helm mit blau-goldenen Helmdecken der goldene Büffelskalp mit Ohren und Hörnern, letztere jeweils außen an zwei Stellen und an der Spitzer mit einem schwarzen Hahnenfederbusch besteckt.
- Blasonierung des gebesserten Wappens von 1589: Von Blau und Rot geviert. Felder 1 und 4 der goldene Büffelskalp mit Ohren und Hörnern vom Stammwappen, Felder 2 und 3 drei (2:1) silberne Eier. Auf dem blau-golden-rot-silbern bewulsteten Helm mit blau-goldenen und rot-silbernen Decken zwei goldene Büffelhörner seitlich an drei Stellen mit jeweils einer und an der Spitze mit drei schwarzen Straußenfedern besteckt.

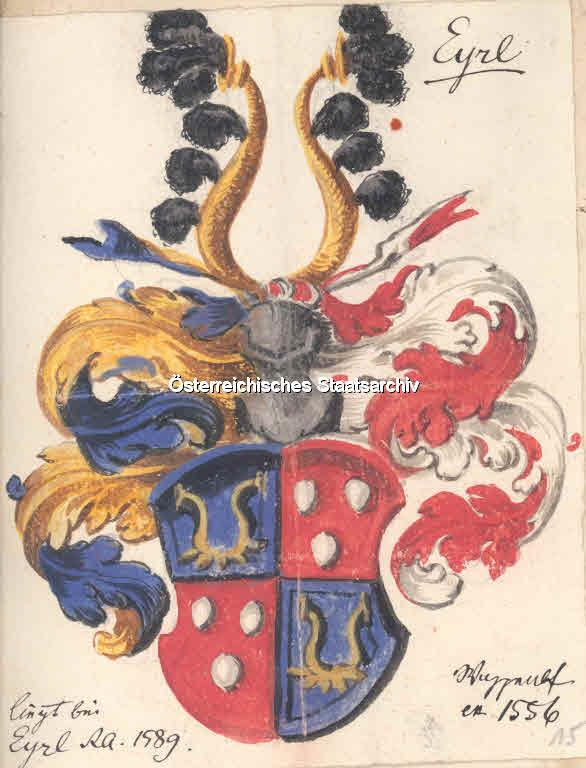
Gebessertes Wappen der Eyrl (1589)
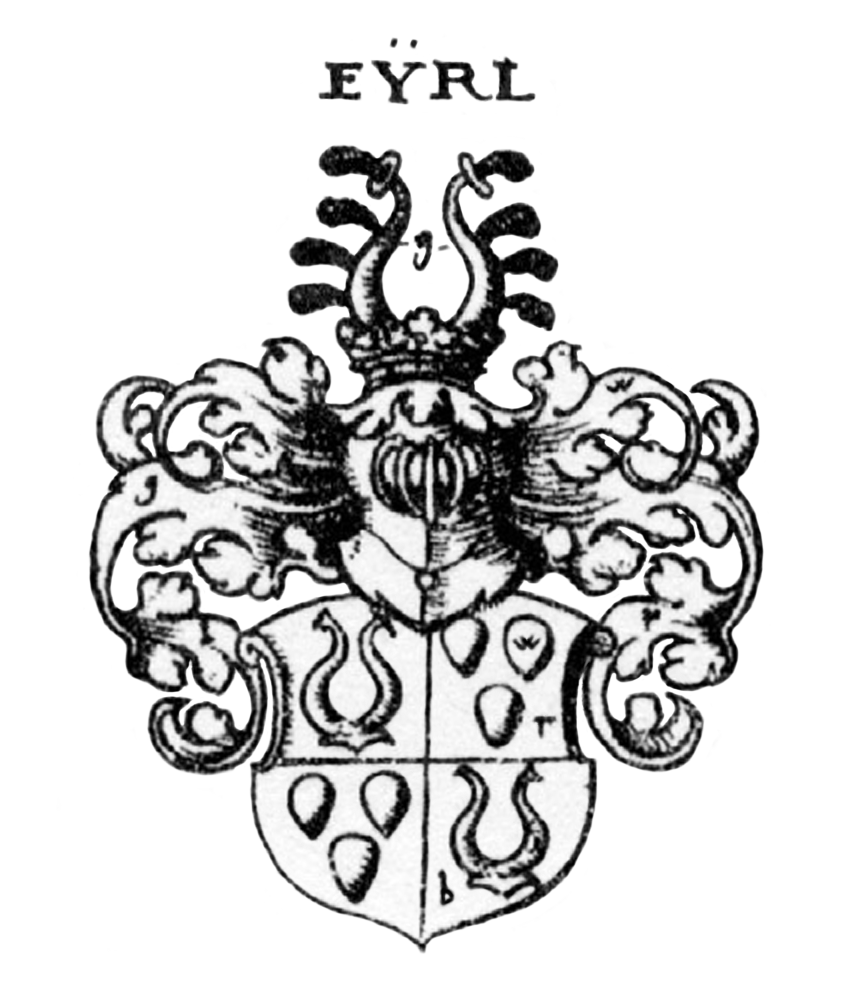
Gebessertes Wappen der Eyrl in Siebmachers Wappenbuch
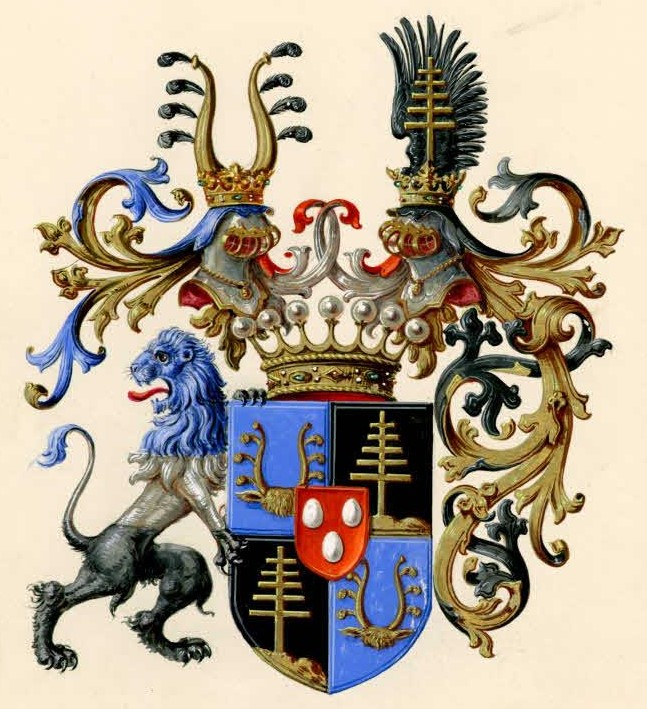
Wappen der Freiherren Eyrl von und zu Waldgries und Liebeneich (1880)

## Persönlichkeiten
- Georg Eyrl zu Waldgries und Liebenaich (1849–1942), Politiker, Jurist und Funktionär[3]